# Världsmästerskapet i schack 1907
Världsmästerskapet i schack 1907 var en titelmatch mellan den regerande världsmästaren Emanuel Lasker och utmanaren Frank Marshall. Den spelades i flera städer i USA (New York, Philadelphia, Washington, D.C., Baltimore, Chicago och Memphis) mellan den 26 januari och 6 april 1907. Matchen slutade med en överlägsen seger för Lasker som behöll världsmästartiteln.
Resultatet var en katastrof för Marshall som inte lyckades vinna ett enda parti. Enligt Siegbert Tarrasch berodde det på bristande beräkningar, ett ängsligt spel och att Marshall inte var tillräckligt psykisk stark för en match mot Lasker.

## Bakgrund
Innan matchen hade Lasker inte försvarat sin titel på tio år.
1904 vann Marshall överraskande den första stora internationella turneringen i USA, i den lilla orten Cambridge Springs i Pennsylvania, två poäng före bland andra Lasker.
Därefter utmanade Marshall Lasker, som senare accepterade att spela en titelmatch i USA.

## Regler
Matchen spelades som först till åtta vunna partier.

## Resultat
| Namn           | Parti | Parti | Parti | Parti | Parti | Parti | Parti | Parti | Parti | Parti | Parti | Parti | Parti | Parti | Parti | Poäng |
| Namn           | 1     | 2     | 3     | 4     | 5     | 6     | 7     | 8     | 9     | 10    | 11    | 12    | 13    | 14    | 15    | Poäng |
| -------------- | ----- | ----- | ----- | ----- | ----- | ----- | ----- | ----- | ----- | ----- | ----- | ----- | ----- | ----- | ----- | ----- |
| Emanuel Lasker | 1     | 1     | 1     | ½     | ½     | ½     | ½     | 1     | ½     | ½     | ½     | 1     | 1     | 1     | 1     | 11½   |
| Frank Marshall | 0     | 0     | 0     | ½     | ½     | ½     | ½     | 0     | ½     | ½     | ½     | 0     | 0     | 0     | 0     | 3½    |